# Kūr Kahrīz
Kūr Kahrīz (persiska: گورِ كَهريز, كورِ كَهريز, كورِ كاريز, کور کهریز) är en ort i Iran.   Den ligger i provinsen Hamadan, i den nordvästra delen av landet, 260 km väster om huvudstaden Teheran. Kūr Kahrīz ligger 1 987 meter över havet och antalet invånare är 443.
Terrängen runt Kūr Kahrīz är kuperad norrut, men söderut är den platt. Runt Kūr Kahrīz är det ganska tätbefolkat, med 104 invånare per kvadratkilometer. Närmaste större samhälle är Varkāneh, 14,8 km väster om Kūr Kahrīz. Trakten runt Kūr Kahrīz består i huvudsak av gräsmarker.